# メアリー・オンヤリ
メアリー・オンヤリ (Mary Onyali-Omagbemi、1968年2月3日- )は、ナイジェリアの陸上競技選手。バルセロナ、1996年アトランタオリンピックの銅メダリストである。同じナイジェリアの陸上選手ビクトル・オマグベミと結婚後はメアリー・オンヤリ＝オマグベミとも名乗っていた。

## 経歴
オンヤリは、子供のころに、父親が母親と子供を捨てて家を出て行ったため、母親は外に働きに出ざるをえず、兄弟たちと支えあいながら成長していった。オンヤリは家族たちのおかげで学校に行くことができた。学校ではスポーツ、特に走幅跳と走高跳に興味を持っていた。
高校を卒業した後も、オンヤリはスポーツを続けて生きたいと考えていた。しかし、彼女の家族はもはや、サポートすることはできず、彼女は、アメリカにスポーツで奨学金をもらって勉強を続けたいと思った。ナイジェリアのジュニア選手権でよい結果を残すも、続く国際大会では2位となってしまう。しかし、彼女の素質と、継父のサポートもあり、オンヤリはテキサス大学に1985年から1990年まで留学することができた。その間、1988年ソウルオリンピックに出場しているが、200mでは準決勝で敗退している。
その後も、オンヤリは数多くの国際大会に出場、女子短距離種目では決勝の常連となる。1992年バルセロナオリンピックでは100mで決勝に進出。7位に終わってしまったが、ベアトリス・ウトンドゥ、フェイス・イデヘン、クリスティ・オパラとともに挑んだ4×100mリレーでは、アメリカ、EUNに次いで銅メダルを獲得、ナイジェリアの女性選手としてはじめてのメダル獲得となった。
4年後のアトランタオリンピックでは、100m、200mそして4×100mリレーの3種目に出場。100mでは7位、4×100mリレーでは5位に終わってしまったが、200mでは、フランスのマリー＝ジョゼ・ペレク、ジャマイカのマリーン・オッティに次いで銅メダルを獲得。ナイジェリア選手としてはじめての2大会連続のメダル獲得となった。

## 自己ベスト
- 100m - 10秒97 (1993年)
- 200m - 22秒07 (1996年)
- 400m - 54秒21 (2000年)

## 主な実績
| 年   | 大会                     | 場所                             | 種目         | 結果 | 記録      |
| ---- | ------------------------ | -------------------------------- | ------------ | ---- | --------- |
| 1985 | アフリカ陸上選手権       | カイロ(エジプト)                 | 200m         | 2位  | 23秒98    |
| 1986 | 世界ジュニア陸上選手権   | アテネ(ギリシャ)                 | 200m         | 2位  | 23秒30    |
| 1987 | ユニバーシアード         | ザグレブ(ユーゴスラビア)         | 200m         | 2位  | 22秒64    |
| 1987 | オールアフリカゲームズ   | ナイロビ(ケニア)                 | 100m         | 3位  | 11秒47    |
| 1987 | オールアフリカゲームズ   | ナイロビ(ケニア)                 | 200m         | 1位  | 22秒66    |
| 1987 | 世界陸上選手権           | ローマ(イタリア)                 | 200m         | 6位  | 22秒52    |
| 1988 | アフリカ陸上選手権       | アナバ(アルジェリア)             | 100m         | 1位  | 11秒25    |
| 1989 | アフリカ陸上選手権       | ラゴス(ナイジェリア)             | 100m         | 1位  | 11秒22    |
| 1989 | アフリカ陸上選手権       | ラゴス(ナイジェリア)             | 200m         | 1位  | 23秒00    |
| 1989 | IAAFワールドカップ       | バルセロナ(スペイン)             | 100m         | 2位  | 11秒23    |
| 1989 | IAAFワールドカップ       | バルセロナ(スペイン)             | 200m         | 2位  | 22秒82    |
| 1991 | 世界陸上選手権           | 東京(日本)                       | 100m         | 7位  | 11秒39    |
| 1991 | 世界陸上選手権           | 東京(日本)                       | 4×100mリレー | 4位  | 42秒77    |
| 1991 | 世界陸上選手権           | 東京(日本)                       | 4×400mリレー | 5位  | 3分24秒45 |
| 1991 | オールアフリカゲームズ   | カイロ(エジプト)                 | 100m         | 1位  | 11秒12    |
| 1992 | オリンピック             | バルセロナ(スペイン)             | 100m         | 7位  | 11秒15    |
| 1992 | オリンピック             | バルセロナ(スペイン)             | 4×100mリレー | 3位  | 42秒81    |
| 1993 | 世界陸上選手権           | シュトゥットガルト(ドイツ)       | 100m         | 5位  | 11秒05    |
| 1993 | 世界陸上選手権           | シュトゥットガルト(ドイツ)       | 200m         | 5位  | 22秒32    |
| 1993 | アフリカ陸上選手権       | ダーバン(南アフリカ共和国)       | 200m         | 1位  | 22秒71    |
| 1994 | コモンウェルスゲームズ   | ビクトリア(カナダ)               | 100m         | 1位  | 11秒06    |
| 1994 | コモンウェルスゲームズ   | ビクトリア(カナダ)               | 200m         | 2位  | 22秒35    |
| 1994 | IAAFワールドカップ       | ロンドン(イギリス)               | 100m         | 3位  | 11秒52    |
| 1995 | 世界陸上選手権           | イェーテボリ(スウェーデン)       | 100m         | 7位  | 11秒15    |
| 1995 | 世界陸上選手権           | イェーテボリ(スウェーデン)       | 200m         | 6位  | 22秒71    |
| 1995 | IAAFグランプリファイナル | (モナコ)                         | 200m         | 2位  | 22秒69    |
| 1995 | オールアフリカゲームズ   | ハラーレ(ジンバブエ)             | 100m         | 1位  | 11秒18    |
| 1995 | オールアフリカゲームズ   | ハラーレ(ジンバブエ)             | 200m         | 1位  | 22秒75    |
| 1996 | オリンピック             | アトランタ(アメリカ合衆国)       | 100m         | 7位  | 11秒13    |
| 1996 | オリンピック             | アトランタ(アメリカ合衆国)       | 200m         | 3位  | 22秒38    |
| 1996 | オリンピック             | アトランタ(アメリカ合衆国)       | 4×100mリレー | 5位  | 42秒56    |
| 1996 | IAAFグランプリファイナル | ミラノ(イタリア)                 | 100m         | 3位  | 11秒00    |
| 1998 | IAAFワールドカップ       | ヨハネスブルグ(南アフリカ共和国) | 100m         | 3位  | 11秒05    |
| 1998 | アフリカ陸上選手権       | ダカール(セネガル)               | 100m         | 1位  | 11秒05    |
| 2000 | オリンピック             | シドニー(オーストラリア)         | 4×100mリレー | 7位  | 44秒05    |
| 2001 | 世界陸上選手権           | エドモントン(カナダ)             | 4×100mリレー | 4位  | 42秒52    |
| 2003 | オールアフリカゲームズ   | アブジャ(ナイジェリア)           | 100m         | 1位  | 11秒26    |
| 2003 | オールアフリカゲームズ   | アブジャ(ナイジェリア)           | 200m         | 1位  | 23秒09    |